# حمى سبوندويني
حُمى سبوندويني (بالإنجليزية: Spondweni fever)‏ وهيَ أحد الأمراض المُعدية التي يُسببها فيروس سبوندويني، وهيَ تتميز بالحُمى والقشعريرة والصُداع والغَثيان والشُعور بالضيق وَالتَوعك وَالرُعاف أيضاً، وقد تم اكتشاف هذا الفيروس في إفريقيا وجنوب الصحراى الكُبرى، وَبابوا غينيا الجديدة.

## المَراجع
1. ↑  Chambers، Thomas J.؛ Monath، Thomas P. (2003)، The Flaviviruses: Detection, Diagnosis and Vaccine Development: Detection, Diagnosis and Vaccine Development، Academic Press، ص. 376، ISBN:9780080493831، مؤرشف من الأصل في 2020-04-14